# Ochraethes sommeri
Ochraethes sommeri là một loài bọ cánh cứng trong họ Cerambycidae.